# Касандрино
Касандрино (грч. Κασσανδρηνό) је насељено место у општини Касандра у периферији Средишња Македонија, Грчка. Према попису из 2021. године било је 168 становника.
Према бугарском географу и историчару, Василу Канчову, у Касандрину је 1900. године живело 185 Грка.